# Zond 4
Zond 4, một thành viên chính thức của chương trình Zond của Liên Xô và là phiên bản không người lái của tàu vũ trụ có người lái Soyuz 7K-L1, là một trong những thí nghiệm đầu tiên của Liên Xô đối với không gian vũ trụ có người lái. Nó đã được đưa ra để kiểm tra tính không gian của viên nang mới và thu thập dữ liệu về các chuyến bay trong không gian ngoại vi. Đây là tàu vũ trụ đầu tiên của Liên Xô mang theo một chiếc máy tính, Argon 11 nặng tổng cộng 34 kg.
Tàu vũ trụ được phóng thành công vào một quỹ đạo dài 356.000 km, cách Mặt Trăng 180 độ, nó được phóng tách ra khỏi Mặt Trăng có lẽ để tránh các biến đổi quỹ đạo khi chịu ảnh hưởng của trọng lực Mặt Trăng. Tuy nhiên, khi tái nhập khí quyển Trái Đất hệ thống hướng dẫn của L1 đã không hoạt động. Tàu vũ trụ này đã rơi vào bầu khí quyển một cách chính xác đúng vào thời điểm đã tính toán, nhưng hệ thống hướng dẫn đã không kích hoạt lực nâng và tàu lại bay ra khỏi bầu khí quyển một lần nữa. Việc Zond 4 tái xâm nhập lại bầu khí quyển một lần nữa đồng nghĩa với việc tàu sẽ rơi tại vị trí không thuộc lãnh thổ của Liên Xô, vì vậy hệ thống hủy diệt APO tự động kích hoạt nổ Zond 4 ở độ cao 10 đến 15 km, cách bờ biển châu Phi ở Guinea 180–200 km.